# Melanie Amaro
Pour les articles homonymes, voir Amaro.
Melanie Amaro, née le 26 juin 1992 à Fort Lauderdale en Floride, est une chanteuse américaine ayant remporté la première saison de l'adaptation américaine de l'émission The X Factor: The X Factor USA ainsi qu'une avance de 5 millions de dollars sur les ventes de son premier disque, ce qui représente un record pour un gagnant de télécrochet,.

## Discographie

### Albums
- Truly (2013)[3] - annulé

### Singles
| Année | Titre               | Classement | Classement | Classement  | Classement | Album |
| Année | Titre               | US         | Urban AC   | R&B/Hip-Hop | Dance      | Album |
| ----- | ------------------- | ---------- | ---------- | ----------- | ---------- | ----- |
| 2012  | "Don't Fail Me Now" | —          | —          | —           | 8          | Truly |
| 2012  | "Love Me Now"       | —          | 26         | 111         | —          | Truly |
| 2012  | "Long Distance"     | —          | —          | —           | —          | Truly |

### Autres
| Année | Titre   | Classement | Album          |
| Année | Titre   | US Dance   | Album          |
| ----- | ------- | ---------- | -------------- |
| 2012  | Respect | 3          | Non-album song |

## Prestations dans The X Factor
| Performance      | Thème                          | Chanson                                      | Artiste                        | Ordre | Résultat                        |
| ---------------- | ------------------------------ | -------------------------------------------- | ------------------------------ | ----- | ------------------------------- |
| Audition         | Choix libre                    | "Listen"                                     | Beyoncé                        | NC    | Sauvée pour le "Bootcamps"      |
| Bootcamp 1       | Performance en groupe (1)      | "Run to You"                                 | Whitney Houston                | NC    | Sauvée                          |
| Bootcamp 2       | Performance en groupe (2)      | "I Still Haven't Found What I'm Looking For" | U2                             | NC    | Sauvée                          |
| Bootcamp 3       | Performance en solo            | Non diffusé                                  | Non diffusé                    | NC    | Sauvée pour la Maison des Juges |
| Maison des Juges | Pas de thème                   | "Will You Be There"                          | Michael Jackson                | NC    | Éliminée puis sauvée            |
| Live 1           | Pas de thème                   | "I Have Nothing"                             | Whitney Houston                | 17    | Sauvée                          |
| Live 2           | Choix des Juges                | "Desperado"                                  | Eagles                         | 7     | Sauvée                          |
| Live 3           | Chansons de films              | "Man in the Mirror"                          | Michael Jackson                | 7     | Sauvée                          |
| Live 4           | Rock                           | "Everybody Hurts"                            | R.E.M.                         | 5     | Sauvée                          |
| Live 5           | Giving Thanks                  | "The World's Greatest"                       | R. Kelly                       | 3     | Sauvée                          |
| Live 6           | Chanson de Michael Jackson     | "Earth Song"                                 | Michael Jackson                | 7     | Sauvée                          |
| Live 7           | Dance hits                     | "Someone Like You" (Remix)                   | Adele                          | 1     | Sauvée                          |
| Live 7           | Sauvez-moi des chansons        | "When You Believe"                           | Mariah Carey & Whitney Houston | 6     | Sauvée                          |
| Live 8           | Challenge de Pespsi            | "Hero"                                       | Mariah Carey                   | 3     | Sauvée                          |
| Live 8           | Donnez-moi une place en finale | "Feeling Good"                               | Michael Bublé                  | 7     | Sauvée                          |
| Finale           | Duo avec une célébrité         | "I Believe I Can Fly (avec R. Kelly)"        | R. Kelly                       | 3     | Gagnante                        |
| Finale           | La chanson à 5 million de $    | "Listen"                                     | Beyoncé                        | 6     | Gagnante                        |
| Finale           | Chanson de Noël                | "All I Want for Christmas Is You"            | Mariah Carey                   | 1     | Gagnante                        |
| Finale           | Reprise                        | "Listen"                                     | Beyoncé                        | NC    | Gagnante                        |